# Stratos Pagioumtzis

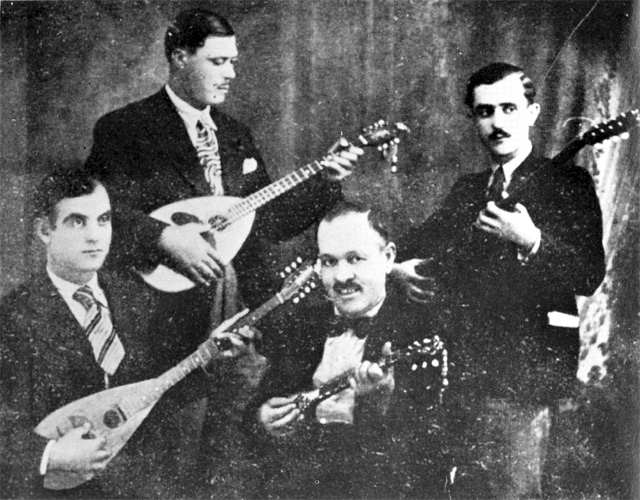
A. Delias, G. Batis, M. Vamvakaris, S. Pagioumtzis (Mitte 1930)

Stratos Pagioumtzis (griechisch Στράτος Παγιουμτζής, * 1904 in Ayvalık; † 16. November 1971 in New York City) war ein griechischer Rembetikosänger und Mitglied in dem bekannten Rembetiko Quartett „I Tetras i Xakousti tou Peiraios“ (Η τετράς η ξακουστή του Πειραιώς). 
Er war auch unter den Spitznamen Stratos der Faule (Στράτος ο τεμπέλης) oder einfach Stratos bekannt. Seine Familie kam 1918 nach Piräus. Schon als Kind musste er als Tagelöhner arbeiten. Seinen Lebensunterhalt verdiente er sich hauptsächlich als Fischer. Später versorgte er als Fährmann (γεμιτζής) im Hafen ankernde Schiffe mit Lebensmittel und Vorräten. Ende der 1920er Jahre begann er mit dem Singen. 1933 erschienen seine ersten Schallplattenaufnahmen. Zusammen mit Giorgos Batis, Anestis Delias und Markos Vamvakaris gründete er 1934 das Quartett, „I Tetras i Xakousti tou Peiraios“. Während der Metaxas-Diktatur wurde er 1937 wegen Drogenkonsums verurteilt und auf die Kykladeninsel Sifnos verbannt. Seine schöne Stimme machte ihn berühmt, weshalb bekannte Komponisten wie Vassilis Tsitsanis, Yiannis Papaioannou, Stelios Keromytis, Bagianteras, Panagiotis Tountas und Vangelis Papazoglou für ihn schrieben. Auf Schallplatte sind ca. 400 Lieder erschienen. 
Nach einem Konzert im "Spilia" Nachtclub (New York City) starb er am 16. November 1971 an einem Schlaganfall.

## Musik
- Rembetika - Manges Passion Drugs Jail Desease Death / Songs of the Greek Underground 1925-1947 TRIKONT US-0293